# 후지카와 규지
후지카와 규지(일본어: 藤川 球児, 1980년 7월 21일 ~ )는 일본의 전 프로 야구 선수이자 야구 지도자로 현재 한신 타이거스의 사령탑을 맡고 있으며 현역 시절 한신 타이거스의 마무리 투수로 활약했다.

## 인물

### 프로 입단 전
고치현 고치시 출신으로 그의 아버지가 동네 야구에서 노히트 노런을 달성한 다음 날에 태어났다는 이유로 ‘규지’(球児 : 야구 소년)라는 이름을 짓게 되었다. 소년 야구팀 시절에는 유격수에서 투수로 변경되었고, 히로스에 료코와는 중학교 동창이다. 중학교 시절에는 가가미가와 강에 추락한 남성을 구조한 적도 있어 동료 3명과 함께 지자체에서 감사장을 받았다. 그러나 어렸을 때 천식을 앓았을 정도로 튼튼한 몸을 가지지는 않았다.
고치 시립 고치 상업고등학교에 진학한 이후 2학년 때인 제79회 전국 고등학교 야구 선수권 대회에 우익수 겸 후보 투수로서 형인 후지카와 준이치와 함께 배터리로 출전했고, 2차전에서 가와구치 도모야가 소속된 헤이안 고등학교에게 패했다. 고교 시절에는 데라모토 시로, 도이 료타로 등과 함께 ‘고치 삼총사’라고 불리고 있었다. 고교 졸업 후 1998년 프로 야구 드래프트 회의에서 한신 타이거스로부터 1순위 지명을 받아 입단하였고 등번호는 30번으로 결정했다. 입단 발표 후에 가진 기자 회견에서는 당시 노무라 가쓰야 감독으로부터 큰 소리를 칠 것같은 느낌의 화술로 극찬을 받았고 한신에 입단할 당시 중학교 동창이던 히로스에 료코로부터 격려 편지도 받았다.

### 한신 타이거스 시절

#### 1999년 ~ 2003년
신인 시절인 1999년에는 체력 강화를 중심으로 2군에서 3경기에만 등판했고, 이듬해인 2000년에는 처음으로 1군에 등록되는 등 데뷔 후 처음으로 1군 무대에 등판했다. 같은 해 고교 시절부터 교제하고 있던 여성과 결혼해 동 세대의 프로 야구 선수로서는 최초의 기혼자가 되었다. 2002년부터 등번호를 92번으로 변경해 선발 투수로서 적극적으로 기용되는 등 12경기에 등판해 9월 11일의 야쿠르트 스왈로스전에서 8이닝 1실점을 막아 데뷔 후 첫 승리를 거두었지만 같은 해에 1승만으로 선발 로테이션에 정착하지 못하고 2003년까지는 뚜렷한 성적을 남길 수 없었다.

#### 2004년
5월에는 어깨 부상으로 2군에서 활약하고 있을 무렵 당시 2군 투수 코치였던 야마구치 다카시의 조언을 받아 투구폼 개조에 임하는 등 고등학교 선배인 나카니시 기요오키 1군 투수 코치의 조언으로 중간 계투로 전향해 시즌 후반에는 1군에 뛰었고, 이후 31이닝을 던지면서 35개의 탈삼진을 빼앗아 투구폼 개조의 변화가 나타났다.

#### 2005년
그 해부터 등번호가 22번으로 변경되어 “사사키, 다카쓰 선수와 같은 등번호를 갖게 되어 영광입니다”라고 말했다. JFK(제프 윌리엄스, 후지카와, 구보타 도모유키의 영문 이니셜)의 일각으로서 셋업맨을 맡아 6월에는 월간 MVP를 수상했고, 올스타전 팬 투표에서는 중간 계투 부문 1위로 선정되어 올스타전에 첫 출전했다.
팀이 리그 우승을 결정지은 9월 29일의 요미우리 자이언츠전에서는 당시 시즌 최다 등판 횟수의 프로 야구 기록을 경신하는 79경기째 등판을 했고 이후 10월 2일에는 80경기에 등판하는 등 시즌 최다인 53홀드 포인트로 최우수 중간 계투 타이틀을 석권했다. 퍼시픽 리그 우승 팀인 지바 롯데 마린스와의 일본 시리즈에서 3차전에서 등판했지만 상대 타자인 하시모토 다스쿠에게 2루타를 허용하여 강판당해 팀도 패했다. 다음날인 4차전에서도 패해 팀은 4연패라는 최악의 성적을 기록하여 일본 시리즈 우승 달성에 실패했다.

#### 2006년

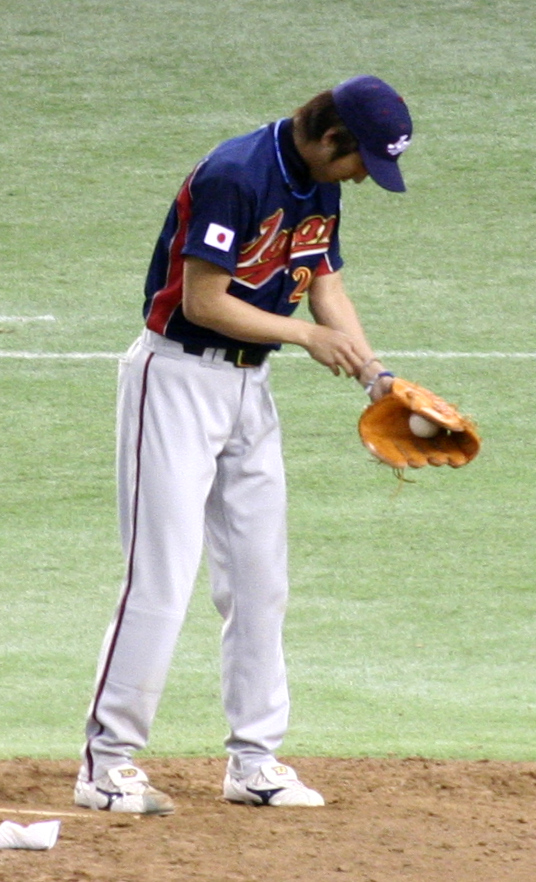
2006년 월드 베이스볼 클래식 일본 대표팀 시절의 후지카와

이듬해 월드 베이스볼 클래식 일본 대표팀 선수로 발탁되어 야구계의 선배이자 같은 등번호를 갖고 있는 사토자키 도모야를 배려해서 24번을 달았다. 3월 16일에 본선 경기인 대한민국전에서 상대 타자인 이종범에게 결승 2루타를 허용했다.
이후 정규 시즌에 들어가면서 전년도와 마찬가지로 중간 계투로서 시즌을 시작했지만 6월에는 팀의 마무리 투수를 맡고 있던 구보타 도모유키가 부상으로 이탈한 것에 의해 마무리 투수를 맡게 되었다. 7월 4일 요코하마 베이스타스전에서 35경기 연속 무실점을 기록해 도요다 기요시가 갖고 있던 일본 기록을 경신했고, 이후 7월 11일에는 47이닝 연속 무실점을 기록하여 고야마 마사아키가 갖고 있던 구단 기록을 경신했다. 다음날인 7월 12일 히로시마 도요 카프전에서 실점을 하면서 연속 무실점 경기수는 38경기, 연속 이닝 무실점 기록은 47과 2/3이닝으로 중단되었다. 7월 21일의 올스타전(제1차전)에서는 등판 직전에 “야구 만화와 같은 세계를 만들고 싶다”라고 말하는 등 선두 타자 알렉스 카브레라를 상대로 투구 하기 전에 모든 공을 직구로 던지겠다고 미리 예고를 하고 모든 공을 직구로 던졌음에도 방망이가 공에 한번도 닿지 않으며 삼진을 잡아냈다. 다음 타자 오가사와라 미치히로와 상대하면서 역시 모든 공을 직구로 던져 헛스윙 삼진으로 처리했다. 다음 날인 7월 23일의 제2차전에서는 같은 해 오릭스 버펄로스에 이적한 기요하라 가즈히로와 상대하여 모두 직구를 던지면서 삼진으로 처리했다.
같은 해 한신은 주니치와 리그 우승을 놓고 경쟁하였지만 한신은 올스타전 종료 후인 7월 하순 이후 경기에서 패하는 일이 많아지기 시작한 반면 주니치는 승리를 계속 꾸준히 쌓아 나가서 8월 하순에 이르러서는 주니치와의 승차가 9경기차까지 벌어졌다. 후지카와 자신도 8월 12일 목 통증으로 부상자 명단에 오르게 된다. 8월 27일 요미우리전에 복귀해 8회에 복귀 후 첫 등판에 승리투수가 되어 히어로 인터뷰를 하게 되자 매스컴의 비판과 팬의 조롱에 대해 “선수도 필사적으로 하고 있다는 것을 알아 주세요”라고 눈물을 흘리며 말했다. 결국 팀은 우승을 놓쳤지만 후지카와 자신은 2년 연속 최우수 중간 계투 타이틀을 차지했다.

#### 2007년
개막 직후부터 마무리 투수로서 안정된 투구를 보였고 7월 20일의 올스타전(제1차전)에서는 센트럴 리그에서 등판한 9명의 투수 가운데 마지막 투수로 등판하면서 “나의 변화구는 아무도 보고 싶지 않지요?” 라고 말해 모두 직구로 승부하여 2개의 삼진을 빼앗아 경기를 마무리지었다. 이후 9월 7일의 요미우리전에서는 구원 투수로서 사상 최초인 3년 연속 100탈삼진을 달성, 시즌 종반에는 센트럴 리그 기록이 되는 10경기 연속 등판을 하는 등 2승 7세이브, 평균자책점 1.80을 기록해 팀도 10연승을 했다. 10월 3일, 팀의 마지막 경기에서 일본 타이 기록이 되는 46세이브를 기록해 처음으로 최다 세이브 타이틀을 석권했다.

#### 2008년
올스타전 개막 직전까지 30세이브를 기록했고, 이후에는 베이징 올림픽 일본 대표팀 선수로 발탁되는 등 호시노 센이치 감독이 구상한 7, 8, 9회를 담당하는 트리플 중간 계투의 일원으로서 지명되었다. 올림픽에서는 준결승전인 대한민국전에서 2대 1로 리드한 7회부터 등판했지만 동점을 허용했다. 올림픽이 끝난 뒤 귀국 후에는 안정된 투구로 9월 25일 요코하마전에서는 개인 통산 100세이브를 달성했다.
그러나 주니치와의 클라이맥스 시리즈 1스테이지에서는 1승 1패로 맞이한 3경기째에 등판, 9회에 타이론 우즈에게 결승타를 허용해 팀은 패했다.

#### 2009년
2006년에 이어 제2회 월드 베이스볼 클래식 일본 대표팀 선수로 발탁돼 등번호 22번으로 배정받아 1차 예선과 2차 예선에서 4경기에 등판해 평균자책점이 0.00을 기록했다. 그러나 직구 구속이 나오지 않고 주자를 가끔 내보내는 등 불안정한 투구를 보여주면서 준결승과 결승에서는 다르빗슈 유가 마무리 투수를 맡으면서 자신은 등판하는 일도 없이 끝났다. 이 때 중간 계투의 경험이 전혀없는 다르빗슈 유의 요구로 마음의 준비와 조정 방법 등에 대해 조언을 했다. 대회 종료 후 이러한 기용 방식에 불만이 있다고 하여 일본 국가대표팀에서 은퇴할 것 같다는 내용의 언론 보도가 다수 있었지만 이후 자신의 블로그에서 “후회가 남는다든가 준결승·결승에서 연투해 최고 투수의 자리에 오르고 싶다는 발언은 일절 하고 있지 않다”, “대표팀을 은퇴한다고도 말하지 않았다”, “독자에게 시선을 끌려고 하는 기자도 고생이다”라고 말하는 등 일부 언론의 보도 내용을 부인했다.
정규 경기에서는 5월 시점에서 3패를 당하는 등 부진에 시달렸지만 원래의 상태를 서서히 되찾았다. 전년도까지와 비교해 등판 횟수가 크게 감소했지만 6월 이후 5승 3패 25세이브를 기록하여 3년 연속 20세이브를 달성했다.

#### 2010년
개막 이후부터 16경기 연속 무실점을 기록해 침체되어 있는 팀을 구했다. 그 결과, 예년보다 이닝을 넘는 등판이 늘어나면서 1이닝 이상으로 등판한 경기는 시즌 전체로 12경기나 되었다. 4월 13일 도쿄 돔에서 열린 요미우리전에서 야마모토 가즈유키가 기록한 통산 130세이브를 기록해 역대 14위의 구단 기록을 달성했다. 올스타전 팬투표(센트럴 리그 구원 투수 부문 1위)에서는 6년 연속으로 선정되었고 7월 23일의 올스타전에서는 제1차전의 9회에 등판하여 사토자키 도모야, 가타오카 야스유키, 나카지마 히로유키를 상대해서 던진 16개의 공을 모두 직구로 던져 3타자 연속 삼진을 잡았다.
9월 5일의 히로시마전에서는 개인 통산 150세이브를 달성했지만 우승의 향방을 가리는 중요한 경기에서 요코하마의 무라타 슈이치에게 역전 3점 홈런을 허용하면서 피홈런은 프로 입단 후 최고 기록인 7개를 기록하는 최악의 성적을 나타냈다. 요미우리와의 클라이맥스 시리즈 1스테이지 2차전에서도 제구력 난조로 상대 타자인 알렉스 라미레스에게 역전 적시타를 허용해 패전 투수가 되는 불명예를 안았다.

#### 2011년

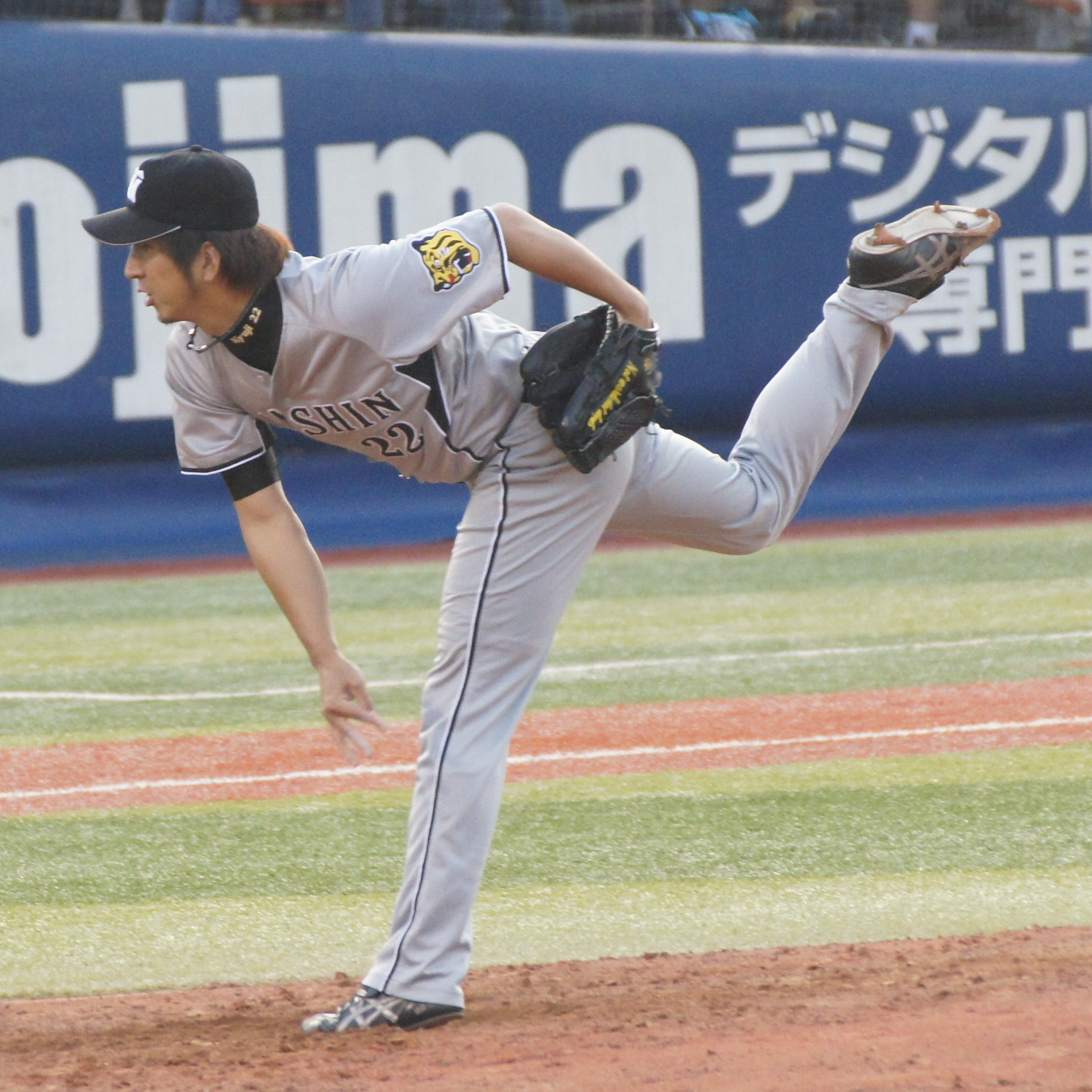
투구하는 후지카와(2011년 10월 9일、요코하마 스타디움)

마무리 투수로서 활약하여 전반기에는 26경기에 등판해 평균자책점 0.76(2자책점)으로 작년에 이어 올스타전 팬투표(센트럴 리그 마무리 투수 부문 1위)에서 7년 연속으로 선정되었다. 제1차전에서는 2007년과 같이 센트럴 리그에서 등판한 9명의 투수 중 마지막 투수로서 등판해 경기를 마무리 지었다. 8월 25일의 요미우리전에서는 동점의 상황에서 등판해 3자 연속 삼진으로 1이닝을 막아내 이 등판에서는 통산 100홀드를 기록, 사상 최초로 통산 100홀드·100세이브의 2개 부문을 달성한 투수가 되었다.
10월 21일의 요코하마전에서는 세이브를 올려 4년만에 40세이브를 달성했고, 최종적으로 41세이브를 기록해 통산 두 번째인 최다 세이브 타이틀을 차지했다. 그 해에 취득한 FA를 행사하지 않고 한신에 잔류하겠다고 표명했다.

#### 2012년
마무리 투수로서 활약하여 4월 11일의 히로시마전에서는 개인 통산 200세이브를 달성했다. 오프 시즌에는 해외 FA권을 행사하여 메이저 리그에 진출하겠다는 입장을 밝혔다.

### 시카고 컵스와 텍사스 레인저스 메이저리그 시절
2012년 12월 2일에 시카고 컵스와 2년 총액 950만 달러(3년째는 연봉 550만 달러의 구단 옵션, 교체투입이 일정수 이상의 경우에는 연봉 600만 달러로 자동 갱신)로 계약을 맺었다., 그렇지만 기대를 모았지만 2013년에 12경기 출전에 1승 1패 2세이브 1홀드 방어율 5.25를 기록했고 2014년에는 15경기에 출전해 승패없이 방어율 4.85를 기록한 후 시카고 컵스에서 방출하고 2014년 12월 16일에 연봉 100만 달러+총액의 1년 계약(다음해 계약은 연봉 200만 달러+수고 구단 옵션)으로 텍사스 레인저스와 계약을 했다. 등번호는 21을 받은 후지카와 규지 선수 하지만 2015년시즌 개막전 오른쪽 다리 부착근으로 부상자 리스트에 들어가 개막을 맞이했다.이 후5월 14일에 복귀해 이적 후 첫등판한 후지카와 그러나 2경기 등판에서 3실점을 당한 후 17일에 DFA가 되어 40명 범위로부터 제외되어 22일에 자유계약이 되었고 메이저리그 생활을 마무리 하고 일본으로 귀국했다.

### 다시 일본으로
텍사스 레인저스에서 방출한 후지카와(藤川)는 자유계약으로 한 후, 친정팀 한신 타이거즈가 선발투수를 조사하고 있음이 밝혀져, 일부에선 "한신복귀가 결정적"이라는 보도가 있었다. 그러나 "지역 어린이들에게 꿈을 심어주고 싶다"는 생각으로 출신지인 고지에서 야구인생을 다시 시작한다는 것을 결의하고 한신으로부터의 오퍼를 거부해 시코쿠아일랜드리그 plus·고치 파이팅독스에 입단을 결정했다. 2015년 6월 8일에 고향인 고치시에서 열린 입단 기자 회견에서는, 등판하는 시합 마다 코치와 계약을 맺는 형태가 되어,후지카와 자신은 무보수인 것,또 등판 시합의 티켓 매상으로부터 10%를 아동 양호 시설에 기부하는 것을 발표하는 한편,오퍼가 있으면 NPB에 복귀할 가능성에 대해서는 부정하지 않았다. 코치와 후지카와의 사이에 계약 문서는, 시합에 대해서는 구단이 아닌 후지카와의 소속하는 에이벡스·스포츠가 관리하는 이례의 형태였다,2015년 6월 20일에 고치 시 야구장에서 행해진 카가와 올리브가이나즈·도쿠시마 인디고삭스 연합팀과의 오픈전에 선발되어, 4회를 1실점을 기록 2015년 시즌의 NPB복귀 기한이었던 7월 31일까지 오픈전 3경기에 등판했지만, NPB구단과의 계약에는 이르지 못했다. 이에 따라, 코치 구단은 8월 4일에 후지카와와 리그의 기준에 따른 형태로 후기(후기)에 올랐다.앞선 5회부터 등판해 5이닝을 무실점 12탈삼진의 내용으로 아일랜드리그 공식전에서 첫 승을 올렸다. 현지 고치시에서 열린 2015년 9월 7일 오카가와전에서는 선발투수로 등판하자 피안타 3 완봉으로 2승째를 기록했다.공식전 완봉승은 한신의 투수로 서부리그 공식전에서 2 완봉승을 거둔 2000년 이후 15년 만이었다. 구단에서는 9월 10일에, 후지카와와의 계약을 2015년 시즌 마지막으로 종료하는 것을 발표했다. 당초는, 최종 등판으로서 같은 달 16일의 대덕도전에서의 선발을 예정하고 있었다. 그러나, 발표 직후에 왼 발목 부상을 입었기 때문에 선발을 회피. 동카드 및 팀의 시즌 최종전(동월 17일의 오카가와전)에서는 벤치에 들어갔지만, 등판 기회가 없는 채 시즌을 끝냈다. 재적중에는, 한신을 포함한 복수의 NPB 구단 관계자가 후지카와의 투구를 시찰. 코치와의 계약기간 만료 직후에는, 주니치나 야쿠르트가, 후지카와의 획득을 시야에 두고 조사를 진행시키고 있는 것이 보도되었다.

### 한신 타이거즈 입단
2016년 후지카와 규지는 마침내 2012년 이후 4년만에 한신 타이거스에 입단을 했다. 당시 가네모토 도모아키 감독이 부임하면서 부활을 예고했었다.

### 2016년
한신 타이거스에 복귀한 후지카와는 2016년 선발 투수로서의 조정을 춘계 캠프 이후도 계속 오픈전에서는, 3월 6일의 고시엔 구장에서 열린 요미우리 자이언츠전에서 NPB 복귀 후 첫 등판을 완수했다, 선발로 팀 최다의 2승을 올렸다. 공식전에서는 주니치와의 개막카드 3차전(3월 27일경 교세라 돔 오사카)에서 선발투수로서 NPB 복귀 후 첫 공식전 등판했다. 4월 3일의 DeNA전(요코하마 DeNA 베이스타스)에도 선발투수로 나와 6회를 2피안타 무실점이라는 호투로 NPB 일본프로야구 복귀 후 첫 승을 올렸다. 득점 리드의 9회초 복귀 후 첫 마무리투수로 등판. 2012년 9월 15일 도쿄 돔에서 열렸던 요미우리 자이언츠와의 경기 이래 세이브를 따냈지만 팀이 9회말 끝내기 승리를 거두는 바람에 복귀후 첫 구원승을 올렸다. 7월 26일 한신 고시엔 구장에서는 8회초 등판, 오비키 하지메의 삼진으로 NPB/MLB 통산 1000탈삼진을 달성했다. 그리고 구원투수로서는 38경기에 등판. 팀 사정에 따라 세트 오퍼와 클로저를 메우며, 고시엔에서 16개 등판 경기 연속 무실점을 기록했다. 그 외 4승(구원승) 4패 3세이브 10홀드 구원 방어율3.58을 기록했다.
2016년 시즌 복귀시즌때 그는 43경기에 출전해 선발투수로 5번 출전 포함해 5승 6패 10홀드 3세이브를 기록했고 평균자책점 4.60을 기록했다.

### 2017년
2017년에는 등번호를 22번을 받았고 세트 오퍼로서 정규시즌을 시작했다. 2017년 4월 6일의 오사카시 교세라 돔 오사카 도쿄 야쿠르트 스왈로스전 에서는 연장 10회초 구원등판으로 2이닝을 무실점으로 막고 하라구치 후미히토의 끝내기 홈런에 의해서 시즌 첫 승리를 올렸다. 또, 이 구원승리에 의해 NPB 공식전에서의 통산 홀드 포인트가 155에 달했기 때문에, 자신이나 구보타 도모유키와 함께 9회말 등판하면서 선두타자 가쿠나카 가쓰야을 삼진으로 NPB 사상 146번째 NPB 1군 공식전 통산 1000탈삼진을 달성.소요 이닝은 771회 2/3으로 노모 히데오의 종전 최단기록(871회)을 크게 밑돌았다. 정규시즌 에서는 1군 공식전 52 경기의 등판으로 3승 무패 6홀드 평균자책점 2.22를 기록했다. 전술한 기용법의 영향으로 2004년 이래 131회 이후 131회를 크게 밑돌았다.

### 2018년
2018년에는 정규시즌 개막부터 중간계투 위주의 구원등판으로 안정된 피칭을 계속했다.교류전 기간중부터는 1군의 구원진에서 전선 이탈자가 잇따르고 있는 것을 배경으로, 세트 오퍼와 클로저를 다시 맡았다. 2018년 6월 16일 도호쿠 라쿠텐 골든이글스(미야기 구장)전 1점 리드 상황에서 9회말 마무리 투수로 등판하자 무실점으로 버티다 공식전 2년 만의 세이브를 기록했다. 7월 21일 대 요코하마 DeNA 베이스타스 전(교세라 돔 오사카) 7회초에는 미야자키 도시로로부터 놓쳐 삼진을 잡아냈고 구원 등판에선 한신 구단 사상 첫 NPB 1군 공식전 통산 1000(선발 등판 포함)을 포함해 10회초 등판해 평균자책 2.32 라는 성적을 남겼다. 2018시즌에 53경기에 출전해 5승 3패 21홀드 2세이브 평균자책점 2.32을 기록했다.

### 2019년
2019년 시즌 중간 계투진 일원으로 개막을 맞았지만 4월 6일 히로시마 도요 카프 전(MAZDA Zoom-Zoom 스타디움 히로시마)에서 1이닝 동안 홈런 2방을 맞는등 무기력한 모습으로 스스로 2군으로 자청한 후 다음날 7일에 등록을 말소당했다.4월 27일 다시 1군 승격 후 이날 대 주니치 드래건스전 (나고야 돔)에서 6월 11일 대 후쿠오카 소프트뱅크 호크스전(후쿠오카 돔)까지 18경기 연속 무실점을 기록.그 동안 5월 8일 도쿄 야쿠르트 스왈로스전(메이지 진구 야구장)에서 구단 기록 통산 142홀드를 달성하는 등 이미 자신의 기록이 한신 타이거스 구단 기록된 세이브, HP와 함께 구원 3개 부문에서 구단 역대 단독 선두에 올랐다, 6월 11일에는 통산 150홀드를 달성하고 일본프로야구 역사상 최초의 "150세이브 150홀드"을 달성했다. 그리고 올스타전에 센트럴 리그 감독 추천으로 7년 만에 출전했다. 특히 한신 고시엔 구장에서 2차전(7월 13일)에 9회 초 등판해 직구로 삼자 범퇴로 막았다. 7월 26일에는 당시 클로저이던 라파엘 도리스가 외국인 범위의 관계에서 영거 서비스·소라ー테와 뒤바뀌게 등록을 말소당해서 대역 마무리로 임명.8월 31일에는 현역 최다인 일본프로야구 합계 235세이브를 달성. 도리스가 다시 1군으로 올라와도 그대로 시즌 종료까지 마무리 자리에 앉았다. 결과적으로 시즌 종료까지 16세이브를 올리며 4승 1패 23홀드 16세이브 평균 자책점1.77이란 성적을 기록했다. 탈삼진률 13.34. 세이브율 100%로 39세에 경이적인 숫자를 남겼다. 후지카와의 호투도 있고 팀은 막판 6연승으로 3위에 올랐고 클라이막스 시리즈에 진출. 클라이막스 시리즈도 퍼스트 스테이지, 파이널 스테이지 모두 4경기 등판, 무실점의 호투를 보였다.

#### 2020년
지난 2019년 4월의 등록 말소중 현역 은퇴를 구단에 신청했다. 이 해에는, 구단이 시즌중에 태도를 보류했었다. 후지카와 자신도 1군에 복귀한 후에 마무리 투수로 돌아와 시즌 종료후(12월 10일)의 계약교섭에서 구단측과 의논한 끝에 다음해인 2020년도 현역생활을 계속하기로 결정했다.그 때에, 추정 연봉 2억엔(전년부터 6,000만엔 증가)이라는 조건으로 계약을 갱신.계약기간은 1년으로, 갱신 후의 기자 회견에서도, 「내년(2020년)부터 2년 이상 현역을 계속할 생각은 더 이상 없기 때문에, 단년에 계약을 맺었다」라고 했었다.
2020년 시즌은 도리스의 탈퇴(MLB 토론토 블루제이스 이적)등을 배경으로 클로저의 역할을 담당하는 것이 상정되고 있었지만, 실제로는 전년에 이어 시작부터 상태가 오르지 않았다. 정규시즌 개막 후엔 2세이브를 올렸지만 구원 실패가 잇따르자 오른쪽 상지의 컨디션 불량을 이유로 2차례 등록 말소했다. 2번째의 말소중에, 올해를 끝으로 현역에서 은퇴할 의향을, 재차 구단에 신청했다. 구단은 이 제의를 수락한 다음, 8월 31일에 구단 본부장 타니모토 오사무를 통해서 후지카와 규지의 은퇴를 발표했고 발표시에는 전년의 은퇴 신청으로부터 현역속행까지의 경위에 덧붙여 후지카와로부터 「오른쪽 어깨의 컨디션이 수술을 필요로 할 정도까지 악화되고 있다」라는 보고를 받고 있음이 처음으로 밝혔다.「(연두부터의 신형 코로나 바이러스 감염 확대에 따른 영향으로) 구장에 5,000명까지 밖에 관객을 들일 수 없는 상황이 계속되고 있으므로, 자신으로부터도 가능한 한 빨리 발표하고 싶다」라고 하는 「(연두부터의향부터의 코로나19 감염 확대에 따른 은퇴에 따라) 구장에 응한 팀원까지 밖에 관중을 들 수 없는 상황이 계속되었다. 그는 27세 무렵부터 은퇴를 의식했음을 밝힌 뒤 은퇴를 결단한 이유로 1년 동안 몸 컨디션을 조절하기 어려워져 프로로서 실격(깨달은 것)을 꼽았다. 그는 통산 250세이브 달성을 고집하지 않으면서도 한신에 입단할 때 세 번 우승하겠다고 했음에도 22년째 시즌에서 아직 두 번밖에 경험하지 못했다.올해는 세 번째 기회가 왔으니 한 방 더 뛰겠다는 표현으로 후반전 1군 복귀를 다짐했다. 그렇게 후지카와는 2020년 11월 10일 경기를 끝으로 22년간에 현역 선수 생활을 마감하고 은퇴를 선언했다.

#### 그 후
그렇게 후지카와 규지는 은퇴를 하고 2021년에 프리랜서(아사히 방송 TV·마이니치 방송에 (MBS TV와 MBS 라디오)의 야구 해설자를 맡게 되었고. 또한 한신 타이거즈의 'Special Assistant(특별보좌)'에 취임했다. 특별보좌 역할은 한신 타이거즈의 팀 운영,선수,코칭 스텝의 서포트외에
청소년 야구나 여자 야구에의 서포트도 포함한 폭넓게 활동한다. 그리고 2022년부터는 NHK 해설위원으로도 활동한다.

## 상세 정보

### 출신 학교
- 고치 시립 고치 상업고등학교

### 선수 경력
NPB
- 한신 타이거스(1999년 ~ 2012년, 2016년 ~ 2020년)

MLB
- 시카고 컵스(2013년 ~ 2014년)
- 텍사스 레인저스(2015년)

국가 대표 경력
- 월드 베이스볼 클래식 일본 국가대표팀 (2006년, 2009년)
- 베이징 올림픽 야구 국가대표팀 (2008년)

### 기타 경력
- 아사히 방송, 마이니치 방송, NHK 야구 해설가(2021년 ~ )
- 스포츠호치 야구평론가(2021년 ~ )
- 한신 타이거즈 특별보좌(2021년 ~ )

### 수상·타이틀 경력

#### 타이틀
- 최우수 중간 계투 : 2회(2005년, 2006년)
- 최다 세이브 : 2회(2007년, 2011년)

#### 수상
- 최우수 배터리상 : 1회(2005년)[2]
- 최우수 배터리상(특별상) : 1회(2008년)
- 월간 MVP : 2회(2005년 6월, 2008년 9월)
- JA 전농 Go·Go상 : 1회(구원상 : 2008년 6월)
- 골든 스피릿상 : 1회(2012년)
- 와카바야시 다다시상(2012년)

### 개인 기록

#### 투수 기록
- 첫 등판 : 2000년 3월 31일, 대 요코하마 베이스타스 1차전(요코하마 스타디움), 3회말에 2번째 투수로서 구원 등판, 2이닝 무실점
- 첫 탈삼진 : 상동, 3회말에 다니시게 모토노부로부터
- 첫 선발 : 2002년 7월 21일, 대 요코하마 베이스타스 18차전(요코하마 스타디움), 4이닝 2실점
- 첫 승리·첫 선발 승리 : 2002년 9월 11일, 대 야쿠르트 스왈로스(메이지 진구 야구장), 8이닝 1실점
- 첫 홀드 : 2005년 4월 6일, 대 히로시마 도요 카프 2차전(히로시마 시민 구장), 6회말 1사에 3번째 투수로서 구원 등판, 1과 1/3이닝 무실점
- 첫 세이브 : 2005년 9월 9일, 대 히로시마 도요 카프 17차전(한신 고시엔 구장), 8회초 2사에 3번째 투수로서 구원 등판·마무리, 1과 1/3이닝 무실점

#### 타격 기록
- 첫 안타 : 2002년 8월 11일, 대 주니치 드래건스 20차전(나고야 돔), 3회초에 야마모토 마사로부터 좌전 안타
- 첫 타점 : 2010년 9월 5일, 대 히로시마 도요 카프 20차전(MAZDA Zoom-Zoom 스타디움 히로시마), 9회초에 기시모토 히데키로부터 왼쪽 앞 적시타

#### 기록 달성 경력
- 통산 100세이브 : 2008년 9월 25일, 대 요코하마 베이스타스 22차전(한신 고시엔 구장), 9회초에 4번째 투수로서 구원 등판·마무리, 1이닝 무실점 ※역대 21번째
- 통산 150세이브 : 2010년 9월 5일, 대 히로시마 도요 카프 20차전(MAZDA Zoom-Zoom 스타디움 히로시마), 8회말 2사에 3번째 투수로서 구원 등판·마무리, 1과 1/3이닝 무실점 ※역대 10번째
- 통산 500경기 등판 : 2011년 8월 28일, 대 도쿄 야쿠르트 스왈로스 13차전(한신 고시엔 구장), 9회초에 3번째 투수로서 구원 등판·마무리, 1이닝 무실점으로 세이브를 추가 ※역대 87번째
- 통산 200세이브 : 2012년 4월 11일, 대 히로시마 도요 카프 2차전(MAZDA Zoom-Zoom 스타디움 히로시마), 9회말에 3번째 투수로서 구원 등판·마무리, 1이닝 무실점 ※역대 5번째
- 통산 600경기 등판: 2016년 8월 28일、대 도쿄 야쿠르트 스왈로스 22차전(한신 고시엔 구장)、9회초에 5번째 투수로 구원 등판, 1이닝 무실점 ※사상 39번째
- 통산 1000탈삼진：2017년 5월 30일、대 지바 롯데 마린스 1차전（ZOZO 마린 스타디움）、9회초에가쿠나카 가쓰야 상대로 삼진 ※사상 146번째, NPB사상 최단 기간 기록(합계 771 2/3투구)
- 통산 150홀드：2019년 6월 11일、대 후쿠오카 소프트뱅크 호크스 1차전（후쿠오카 돔）、연장 10회 말 2번째 투수로 구원 등판, 1이닝 무실점 ※사상 7번째

#### 기타
- 시즌 최다 세이브 : 46세이브(2007년, 이와세 히토키와 대등한 타이 기록 경신)
- 47과 2/3이닝 연속 무실점(한신 타이거스 구단 기록)
- 개막 이후부터 11경기 연속 세이브(한신 타이거스 구단 기록)
- 38경기 연속 무실점[3]
- 10경기 연속 등판(2007년 8월 30일 ~ 9월 9일) ※센트럴 리그 기록
- 올스타전 출장 : 9회(2005년 ~ 2012년, 2019년)

### 등번호
- 30(1999년 ~ 2001년)
- 92(2002년 ~ 2004년)
- 22(2005년 ~ 2012년, 2017년 ~ 2020년)
  - 24 （2006년 월드베이스볼클래식,WBC）
  - 28 （2008년 베이징 올림픽）
  - 22 （2009년 월드베이스볼클래식,WBC）
- 11(2013년 ~ 2014년, 2015년 6월 ~ 같은 해 종료)
- 21(2015년 4월 ~ 같은 해 5월)
- 18(2016년)

### 연도별 투수 성적
| 연 도     | 소 속     | 등 판 | 선 발 | 완 투 | 완 봉 | 무 4 구 | 승 리 | 패 전 | 세 이 브 | 홀 드 | 승 률 | 타 자 | 이 닝 | 피 안 타 | 피 홈 런 | 볼 넷 | 고 4 | 몸 맞 | 탈 삼 진 | 폭 투 | 보 크 | 실 점 | 자 책 점 | 평 자 책 | W H I P |
| --------- | --------- | ----- | ----- | ----- | ----- | ------- | ----- | ----- | -------- | ----- | ----- | ----- | ----- | -------- | -------- | ----- | ---- | ----- | -------- | ----- | ----- | ----- | -------- | -------- | ------- |
| 2000년    | 한신      | 19    | 0     | 0     | 0     | 0       | 0     | 0     | 0        | --    | ----  | 113   | 22.2  | 25       | 1        | 18    | 3    | 4     | 25       | 4     | 0     | 15    | 12       | 4.76     | 1.90    |
| 2002년    | 한신      | 12    | 12    | 0     | 0     | 0       | 1     | 5     | 0        | --    | .167  | 285   | 68.0  | 56       | 6        | 30    | 0    | 2     | 64       | 4     | 0     | 33    | 28       | 3.71     | 1.26    |
| 2003년    | 한신      | 17    | 2     | 0     | 0     | 0       | 1     | 1     | 0        | --    | .500  | 126   | 29.1  | 28       | 4        | 12    | 1    | 1     | 19       | 2     | 0     | 12    | 11       | 3.38     | 1.36    |
| 2004년    | 한신      | 26    | 0     | 0     | 0     | 0       | 2     | 0     | 0        | --    | 1.000 | 129   | 31.0  | 26       | 3        | 11    | 0    | 2     | 35       | 0     | 0     | 10    | 9        | 2.61     | 1.19    |
| 2005년    | 한신      | 80    | 0     | 0     | 0     | 0       | 7     | 1     | 1        | 46    | .875  | 349   | 92.1  | 57       | 5        | 20    | 1    | 1     | 139      | 5     | 0     | 20    | 14       | 1.36     | 0.83    |
| 2006년    | 한신      | 63    | 0     | 0     | 0     | 0       | 5     | 0     | 17       | 30    | 1.000 | 306   | 79.1  | 46       | 3        | 22    | 2    | 0     | 122      | 5     | 0     | 6     | 6        | 0.68     | 0.86    |
| 2007년    | 한신      | 71    | 0     | 0     | 0     | 0       | 5     | 5     | 46       | 6     | .500  | 313   | 83.0  | 50       | 2        | 18    | 4    | 1     | 115      | 2     | 0     | 15    | 15       | 1.63     | 0.82    |
| 2008년    | 한신      | 63    | 0     | 0     | 0     | 0       | 8     | 1     | 38       | 5     | .889  | 249   | 67.2  | 34       | 2        | 13    | 3    | 3     | 90       | 3     | 0     | 6     | 5        | 0.67     | 0.69    |
| 2009년    | 한신      | 49    | 0     | 0     | 0     | 0       | 5     | 3     | 25       | 3     | .625  | 217   | 57.2  | 32       | 4        | 15    | 2    | 1     | 86       | 0     | 0     | 9     | 8        | 1.25     | 0.82    |
| 2010년    | 한신      | 58    | 0     | 0     | 0     | 0       | 3     | 4     | 28       | 5     | .429  | 257   | 62.2  | 47       | 7        | 20    | 2    | 5     | 81       | 1     | 0     | 14    | 14       | 2.01     | 1.08    |
| 2011년    | 한신      | 56    | 0     | 0     | 0     | 0       | 3     | 3     | 41       | 5     | .500  | 193   | 51.0  | 25       | 2        | 13    | 1    | 1     | 80       | 3     | 0     | 9     | 7        | 1.24     | 0.75    |
| 2012년    | 한신      | 48    | 0     | 0     | 0     | 0       | 2     | 2     | 24       | 2     | .500  | 189   | 47.2  | 34       | 1        | 15    | 1    | 2     | 58       | 2     | 0     | 7     | 7        | 1.32     | 1.03    |
| 2013년    | CHC       | 12    | 0     | 0     | 0     | 0       | 1     | 1     | 2        | 1     | .500  | 50    | 12.0  | 11       | 1        | 2     | 0    | 2     | 14       | 2     | 0     | 7     | 7        | 5.25     | 1.08    |
| 2014년    | CHC       | 15    | 0     | 0     | 0     | 0       | 0     | 0     | 0        | 0     | ----  | 64    | 13.0  | 18       | 2        | 6     | 2    | 2     | 17       | 2     | 0     | 8     | 7        | 4.85     | 1.85    |
| 2015년    | TEX       | 2     | 0     | 0     | 0     | 0       | 0     | 0     | 0        | 0     | ----  | 8     | 1.2   | 2        | 1        | 0     | 0    | 1     | 1        | 0     | 0     | 3     | 3        | 16.20    | 1.20    |
| 2016년    | 한신      | 43    | 5     | 0     | 0     | 0       | 5     | 6     | 3        | 10    | .455  | 275   | 62.2  | 58       | 7        | 30    | 2    | 3     | 70       | 4     | 0     | 34    | 32       | 4.60     | 1.40    |
| 2017년    | 한신      | 52    | 0     | 0     | 0     | 0       | 3     | 0     | 0        | 6     | 1.000 | 232   | 56.2  | 41       | 3        | 24    | 1    | 5     | 71       | 2     | 0     | 15    | 14       | 2.22     | 1.15    |
| 2018년    | 한신      | 53    | 0     | 0     | 0     | 0       | 5     | 3     | 2        | 21    | .625  | 229   | 54.1  | 29       | 3        | 37    | 4    | 1     | 67       | 2     | 0     | 20    | 14       | 2.32     | 1.22    |
| 2019년    | 한신      | 56    | 0     | 0     | 0     | 0       | 4     | 1     | 16       | 23    | .800  | 226   | 56.0  | 29       | 3        | 32    | 2    | 0     | 83       | 4     | 0     | 11    | 11       | 1.77     | 1.09    |
| 2020년    | 16        | 0     | 0     | 0     | 0     | 1       | 3     | 2     | 1        | .250  | 65    | 13.1  | 16    | 3        | 9        | 0     | 1    | 15    | 1        | 0     | 11    | 9     | 6.08     | 1.88     |         |
| NPB：17년 | NPB：17년 | 782   | 19    | 0     | 0     | 0       | 60    | 38    | 243      | 163   | .612  | 3753  | 935.1 | 633      | 59       | 339   | 30   | 32    | 1220     | 44    | 0     | 247   | 216      | 2.08     | 1.04    |
| MLB：3년  | MLB：3년  | 29    | 0     | 0     | 0     | 0       | 1     | 1     | 2        | 1     | .500  | 122   | 26.2  | 31       | 4        | 8     | 2    | 5     | 32       | 4     | 0     | 18    | 17       | 5.74     | 1.46    |

- 2019년 기준, 굵은 글씨는 시즌 최고 성적, 붉은색 글씨는 일본 프로 야구 역대 최고 성적.
- 1999년, 2001년은 1군 출장 없음.